# Вердехо, Феликс
Феликс Вердехо (исп. Félix Verdejo; 19 мая 1993; Сан-Хуан, Пуэрто-Рико) — пуэрто-риканский боксёр-профессионал.

## Любительская карьера
В феврале 2010 года стал чемпионом Панамериканского чемпионата среди юношей в весовой категории до 54 кг.

### Чемпионат Пуэрто-Рико 2011
Выступал в весовой категории до 56 кг. В финале победил Альберто Мачадо.

### Панамериканские игры 2011
Выступал в весовой категории до 56 кг. В 1/8 финала проиграл бразильцу Робенилсону де Жезусу.

### Олимпийские игры 2012
Представлял Пуэрто-Рико на Летних Олимпийских Играх 2012 в весовой категории до 60 кг. В 1/16 финала победил панамца Хуана Уэртаса. В 1/8 финала победил тунисца Ахмеда Меджри. В четвертьфинале уступил будущему победителю турнира украинцу Василию Ломаченко со счётом 9/14.

## Профессиональная карьера
В октябре 2012 года подписал контракт с промоутерской компанией Top Rank Promotions. Тренер и менеджер — Рикки Маркес.
На профессиональном ринге дебютировал 6 декабря 2012 года, победив по очкам Леонардо Чавеса.
Летом 2016 года шли переговоры об организации боя Вердехо с чемпионом мира WBO в лёгком весе британцем Терри Флэнаганом. В августе Вердехо попал в аварию, не справившись с управлением своего мотоцикла. Пуэрториканцу удалось избежать серьёзных травм. В январе 2017 года было объявлено, что победитель чемпионского боя Флэнаган — Петров должен будет провести обязательную защиту титула WBO в лёгком весе против Вердехо.
3 февраля 2017 года победил по очкам бывшего претендента на титул чемпиона мира во 2-м полулёгком весе никарагуанца Оливера Флореса.
В мае 2017 года начал тренироваться у Абеля Санчеса, готовясь к бою против Терри Флэнагана. В июле 2017 года было объявлено, что бой с Флэнаганом сотоится 16 сентября. Через несколько дней Флэнаган получил травму ноги на тренировке и бой был отложен.
17 марта 2018 года проиграл техническим нокаутом в 10-м раунде мексиканцу Антонио Лосаде-младшему. На тот момент Вердехо выигрывал на карточках двух судей.
20 апреля 2019 года победил по очкам бывшего временного чемпиона мира во 2-м полулёгком весе костариканца Брайана Васкеса.
В ноябре 2019 года Вердехо объявил о смене тренера. Новым главным тренером в его команде стал Исмаэль Салас.
12 декабря 2020 года проиграл техническим нокаутом в 9-м раунде японцу Масаёси Накатани.

## Статистика боёв
В таблице перечислены результаты всех поединков боксёров.
В каждой строке указан результат поединка. Дополнительно номер поединка обозначен цветом, который обозначает итог поединка. Расшифровка обозначений и цветов представлена в нижеследующей таблице.
| Пример | Расшифровка                     |
| ------ | ------------------------------- |
|        | Победа                          |
|        | Ничья                           |
|        | Поражение                       |
|        | Планируемый поединок            |
|        | Поединок признан несостоявшимся |
| КО     | Нокаут                          |
| ТКО    | Технический нокаут              |
| PTS    | Решение судей (по очкам)        |
| UD     | Единогласное решение судей      |
| MD     | Решение большинства судей       |
| SD     | Раздельное решение судей        |
| RTD    | Отказ от продолжения боя        |
| DQ     | Дисквалификация                 |
| NC     | Поединок признан несостоявшимся |

| Бой | Дата            | Соперник                            | Место проведения                                            | Результат        | Примечание |
| --- | --------------- | ----------------------------------- | ----------------------------------------------------------- | ---------------- | --- |
| 29  | 13 декабря 2020 | Масаёси Накатани (18-1)             | The Bubble, MGM Grand, Лас-Вегас, Невада, США               | TKO9 (10), 1:45  | Вакантный титул WBO Inter-Continental в лёгком весе. Накатани в нокдауне в 1-м и 4-м раундах. Вердехо два раза в нокдауне в 9-м раунде. |
| 28  | 16 июля 2020    | Уилл Мадера (15-0-3)                | The Bubble, MGM Grand, Лас-Вегас, Невада, США               | TKO1 (10), 2:59  | Мадера в нокдауне в 1-м раунде. |
| 27  | 18 января 2020  | Мануэль Рей Рохас (18-3)            | Turning Stone Resort Casino, Верона, штат Нью-Йорк, США     | UD10 (10)        | Счёт: 98-92, 97-93, 99-91. |
| 26  | 20 апреля 2019  | Брайан Васкес (37-3-0)              | Мэдисон-сквер-гарден, Нью-Йорк, штат Нью-Йорк, США          | UD10 (10)        | Вакантный титул WBA Gold в лёгком весе. Счёт: 98-92 и 97-93 (дважды).                                                                   |
| 25  | 10 ноября 2018  | Ярдли Армента Крус (24-11-0)        | Coliseo Mario 'Quijote' Morales, Гуайнабо, Пуэрто-Рико      | KO2 (10)         | |
| 24  | 17 марта 2018   | Антонио Лосада-младший (38-2-0)     | Madison Square Garden Theater, Нью-Йорк, штат Нью-Йорк, США | TKO10 (10), 2:37 | Вердехо в нокдауне в 10-м раунде. |
| 23  | 3 февраля 2017  | Оливер Флорес (27-2-2)              | Coliseo Roberto Clemente, Сан-Хуан, Пуэрто-Рико             | UD10 (10)        | Титул WBO Latino в лёгком весе (6-я защита Вердехо). Счёт судей: 99-91, 96-94, 98-92.                                                   |
| 22  | 11 июня 2016    | Хуан Хосе Мартинес (25-2-0)         | Мэдисон-сквер-гарден, Нью-Йорк, штат Нью-Йорк, США          | TKO5 (10), 2:40  | Титул WBO Latino в лёгком весе (5-я защита Вердехо).                                                                                    |
| 21  | 16 апреля 2016  | Хосе Луис Родригес (18-8-0)         | Coliseo Roberto Clemente, Сан-Хуан, Пуэрто-Рико             | UD10 (10)        | Титул WBO Latino в лёгком весе (4-я защита Вердехо). Счёт судей: 98-92 и 99-91 (дважды).                                                |
| 20  | 27 февраля 2016 | Вильям Силва (23-0-0)               | Мэдисон-сквер-гарден, Нью-Йорк, штат Нью-Йорк, США          | UD10 (10)        | Титул WBO Latino в лёгком весе (3-я защита Вердехо). Счёт судей: 99-91 и 100-90 (дважды).                                               |
| 19  | 11 декабря 2015 | Жосенилсон Дос Сантос (27-3-0)      | Coliseo Roberto Clemente, Сан-Хуан, Пуэрто-Рико             | TKO2 (10), 2:26  | Титул WBO Latino в лёгком весе (2-я защита Вердехо).                                                                                    |
| 18  | 13 июня 2015    | Иван Нахера (16-0-0)                | Madison Square Garden Theater, Нью-Йорк, штат Нью-Йорк, США | UD10 (10)        | Титул WBO Latino в лёгком весе (1-я защита Вердехо). Нахера в нокдауне в 5-м и 7-м раундах. Счёт судей: 99-89 и 100-88 (дважды).        |
| 17  | 25 апреля 2015  | Марко Антонио Лопес (24-5-0)        | Coliseo Mario 'Quijote' Morales, Гуайнабо, Пуэрто-Рико      | KO5 (10), 1:45   | Вакантный титул WBO Latino в лёгком весе.                                                                                               |
| 16  | 13 декабря 2014 | Карим Эль Оуасгари (16-5-2)         | 2300 Arena, Филадельфия, Пенсильвания, США                  | TKO4 (8), 1:27   | |
| 15  | 4 октября 2014  | Серхио Виллануева (26-4-2)          | Bahia Shrine Temple, Орландо, Флорида, США                  | KO3 (8), 1:57    | |
| 14  | 16 августа 2014 | Оскар Браво (21-5-0)                | Coliseo Héctor Solá Bezares, Кагуас, Пуэрто-Рико            | UD8 (8)          | Счёт судей: 80/72 (все). |
| 13  | 7 июня 2014     | Энхельберто Валенсуела (9-1-0)      | Мэдисон-сквер-гарден, Нью-Йорк, штат Нью-Йорк, США          | TKO1 (6), 1:17   | |
| 12  | 19 апреля 2014  | Иван Савала (6-5-1)                 | Bahia Shrine Temple, Орландо, Флорида, США                  | KO1 (6), 1:14    | |
| 11  | 22 марта 2014   | Хуан Сантьяго (14-11-1)             | Coliseo Roger L. Mendoza, Кагуас, Пуэрто-Рико               | TKO3 (6), 1:26   | Сантьяго в нокдауне в 3-м раунде. |
| 10  | 25 января 2014  | Лауро Алькантар (8-0-0)             | Madison Square Garden Theater, Нью-Йорк, штат Нью-Йорк, США | KO1 (6), 0:21    | |
| 9   | 24 ноября 2013  | Петчсамутхр Дуанааймукдахан (8-1-0) | Cotai Arena, Venetian Resort, Макао, Китай                  | UD6 (6)          | С Дуанааймукдахана снято 1 очко в 6-м раунде за удары ниже пояса. Счёт судей: 60-53 (все).                                              |
| 8   | 5 октября 2013  | Гари Эйр (11-3-1)                   | Эмвей-центр, Орландо, Флорида, США                          | TKO2 (6), 2:53   | |
| 7   | 10 августа 2013 | Гильермо Дельгадильо (4-4-1)        | Sands Casino Resort, Бетлехем, Пенсильвания, США            | UD6 (6)          | Счёт судей: 60/52 (все). |
| 6   | 18 мая 2013     | Корбен Пейдж (4-5-1)                | Cancha Ruben Zayas Montanez, Трухильо-Альто, Пуэрто-Рико    | TKO4 (6), 1:48   | Пейдж в нокдауне в 3-м раунде. |
| 5   | 13 апреля 2013  | Стив Гутьеррес (4-3-1)              | Радио-сити-мьюзик-холл, Нью-Йорк, штат Нью-Йорк, США        | TKO1 (4), 1:51   | Гутьеррес дважды в нокдауне. |
| 4   | 23 марта 2013   | Мартин Кесада (2-4-0)               | Cancha Ruben Zayas Montanez, Трухильо-Альто, Пуэрто-Рико    | TKO2 (4), 0:51   | |
| 3   | 2 февраля 2013  | Хосе Сантьяго (2-3-0)               | Coliseo Ruben Rodriguez, Баямон, Пуэрто-Рико                | TKO3 (4), 0:26   | Сантьяго в нокдауне в 3-м раунде. |
| 2   | 19 января 2013  | Томи Аршамбольт (1-3-0)             | Madison Square Garden Theater, Нью-Йорк, Нью-Йорк, США      | TKO1 (4), 0:21   | |
| 1   | 6 декабря 2012  | Леонардо Чавес (1-0-0)              | Mirage Hotel & Casino, Лас-Вегас, Невада, США               | UD4 (4)          | Счёт судей: 39-37 и 40-36 (дважды). |
| Бой | Дата            | Соперник                            | Место проведения                                            | Результат        | Примечание |

## Титулы

### Любительские
- 2010.  Победитель Панамериканского чемпионата среди юношей в весовой категории до 54 кг.
- 2011.  Чемпион Пуэрто-Рико в весовой категории до 56 кг.

### Профессиональные

#### Региональные
- Титул WBO Latino в лёгком весе (2015—2017).
- Титул WBA Gold в лёгком весе (2019).

## Проблемы с законом
В конце апреля — начале мая 2021 года стало известно, что Феликс Вердехо подозревается в похищении и убийстве своей девушки, Кейшлы Родригес. Предположительно жертва была беременна от спортсмена. Вердехо сдался полиции. Через несколько дней Вердехо предьявили обвинения в похищении человека, повлекшем смерть и сознательном убийстве нерождённого ребенка, а также в угоне автомобиля и в использовании и ношении огнестрельного оружия во время насильственного преступления. Сам Вердехо отрицает свою вину. В ноябре 2023 года был признан виновным и приговорён к максимально возможному наказанию — пожизненному лишению свободы.